# 로베르토 아코르네로

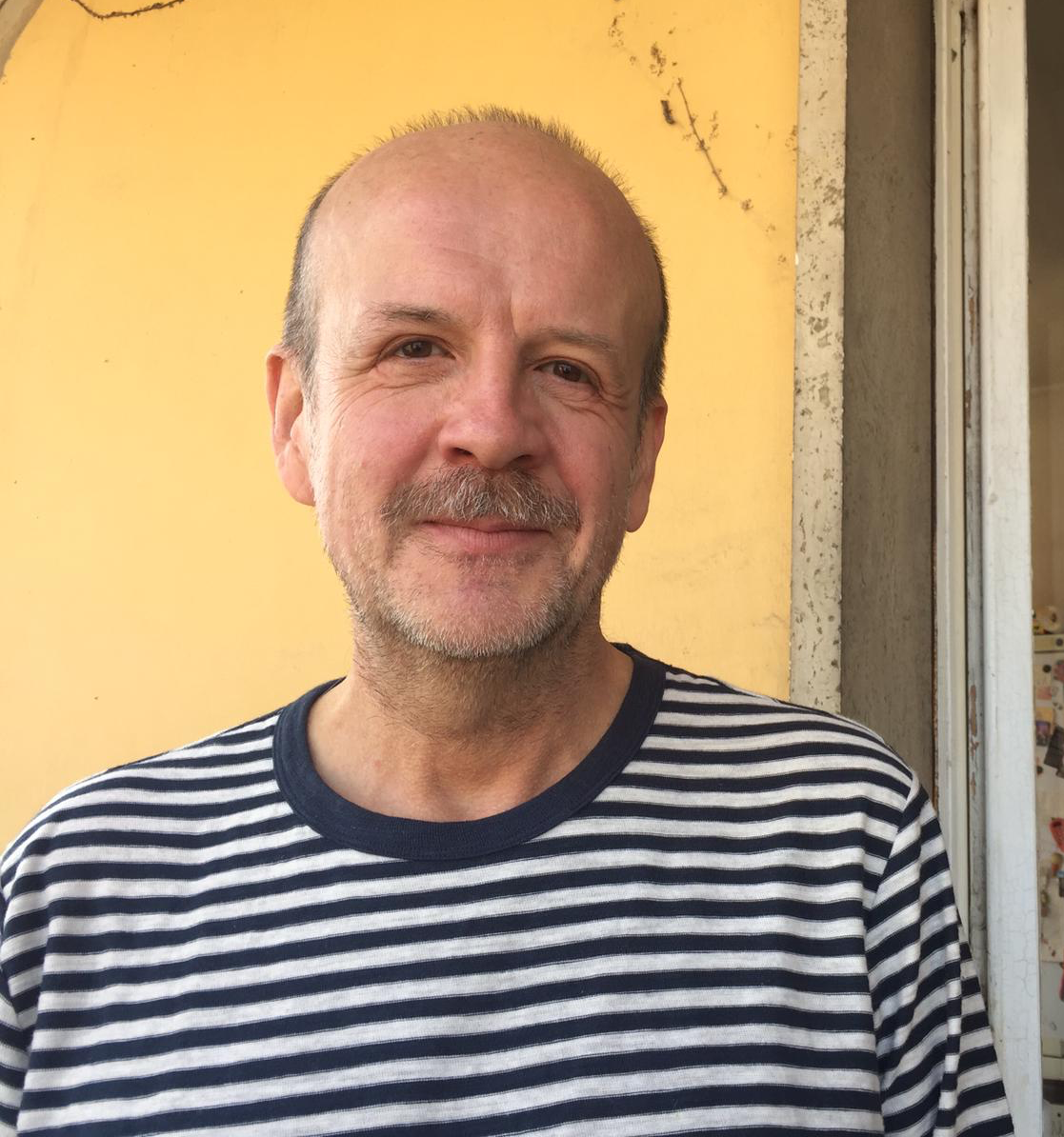

로베르토 아코르네로(Roberto Accornero, 1957년 3월 9일 ~ )는 이탈리아의 배우이다.
이브레아에서 태어났다.

## 영화
- 더 디너(영어판) (2014년)
- 더블 아워 (2009년)
- 돈 조반니 (2009년) - 요제프 2세 황제 역
- 베스트 오브 유스 (2003년)
- 교황 요한 23세 (2002년)
- 슬립리스 (2001년)